# Волосянківська сільська рада (Сколівський район)
Волосянківська сільська рада — колишній орган місцевого самоврядування у Сколівському районі Львівської області. Адміністративний центр — село Волосянка.

## Загальні відомості
Волосянківська сільська рада утворена в 1939 році. Територією ради протікає річка Славка.

## Населені пункти
Сільській раді були підпорядковані населені пункти:
- с. Волосянка
- с. Хащованя
- с. Ялинкувате

## Склад ради
Рада складалася з 20 депутатів та голови.

### Керівний склад попередніх скликань
| ПІБ                         | Основні відомості                                                                          | Дата обрання | Дата звільнення |
| --------------------------- | ------------------------------------------------------------------------------------------ | ------------ | --------------- |
| Білинець Василь Ярославович | Сільський голова, 1974 року народження, освіта вища                                        | 26.03.2006   | 31.10.2010      |
| Білинець Василь Ярославович | Сільський голова, 1974 року народження, освіта вища, член політичної партії «Наша Україна» | 31.10.2010   |                 |

Примітка: таблиця складена за даними джерела

## Населення
Згідно з переписом УРСР 1989 року чисельність наявного населення сільської ради становила 2313 осіб, з яких 1141 чоловік та 1172 жінки.
За переписом населення України 2001 року в сільській раді мешкало 2378 осіб. 100 % населення вказало своєю рідною мовою українську мову.